# Scopula cerusaria
Scopula cerusaria är en fjärilsart som beskrevs av De la Harpe 1850. Scopula cerusaria ingår i släktet Scopula och familjen mätare. Inga underarter finns listade.